# 盛岡運転免許センター

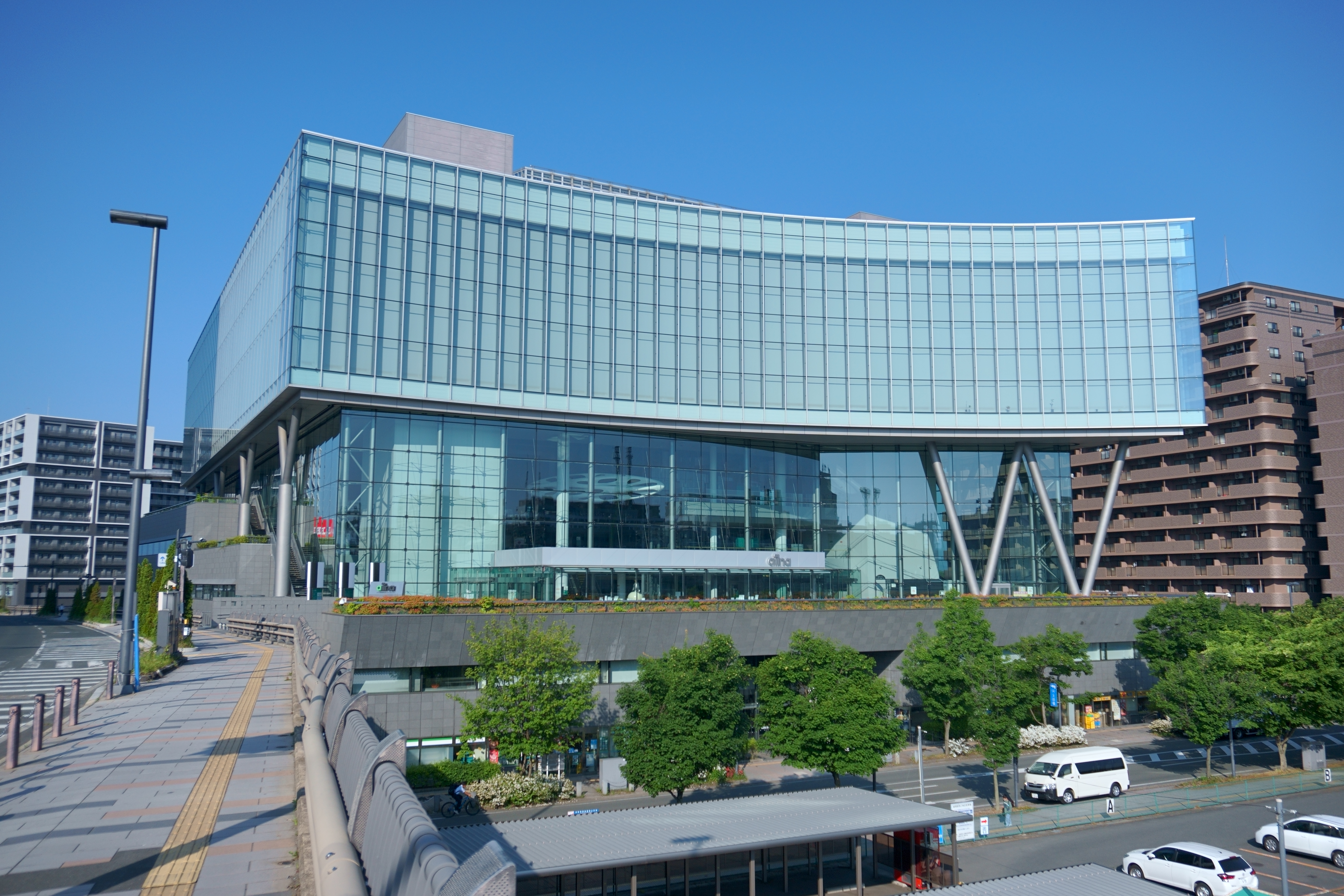
免許センターが入居するアイーナ

盛岡運転免許センター（もりおかうんてんめんきょセンター）は、岩手県警察が管理する運転免許試験場。

## 所在地
- 盛岡市盛岡駅西通一丁目7-1 いわて県民情報交流センター（アイーナ）1F

## 交通機関
- JR盛岡駅から徒歩4分（東西自由通路経由）

## 業務内容
盛岡東・盛岡西・紫波の3署管内住民登録者を対象とする運転免許更新・新規交付手続きのうち、技能試験を伴わない部門を扱う。当センター開所前は各警察署窓口或いは（盛岡市下田の）岩手県運転免許試験場いずれかで運転免許交付・更新手続きを受け付けていたが、現在は技能試験を伴う部門及び違反運転者講習を伴う運転免許更新手続き以外の運転免許関連手続きは当センターのみでの受付となっている。
また県公安委員会と県警運転免許課事務所も当センター内に併設している。